# Distrito de Deoghar
Deoghar (en hindi; देवघर जिला) es un distrito de la India en el estado de Jharkhand. Código ISO: IN.JK.DE.
Comprende una superficie de 2 479 km².
El centro administrativo es la ciudad de Deoghar.

## Demografía
Según censo 2011 contaba con una población total de 1 491 879 habitantes, de los cuales 715 138 eran mujeres y 776 741 varones.